# DR醫療集團毒血針事故
DR醫療集團毒血針事故，也稱為DR毒針殺人案，是指2012年發生於香港的一宗醫學美容嚴重醫療事故，涉及有人將尚在試驗階段的CIK（細胞因子誘導的殺傷細胞）治癌醫療技術，用作美容保健用途。事件為香港歷史上最嚴重的一宗醫學美容事故，造成一人死亡、一人受傷及一人殘障。

## 背景
DR醫療美容集團自稱為一間美容顧問公司，於事件中以不良手法向顧客推銷一項用以治療癌症、並且在國際間尚在試驗階段的CIK醫學技術。根據法庭上播放的錄音，職員講解療程原理時指，會先抽取顧客自身血液送到大埔科學園培植CIK細胞，在3至4星期後再以靜脈注射方式注射回體內，聲稱療程具調理身體及保健功效，推銷時又解釋由於過程中是使用自己的血，故「沒有什麼副作用」。

## 事故
2012年10月，4位女士接受過此服務後出現嚴重不良反應，最終一人死亡、一人受傷及一人殘廢。案中死者陳女士送院時已面部發黑，其後全身大範圍受感染，出現細菌性腦膜炎，引致敗血病及多重器官衰竭，送院六日後不治。驗屍報告指陳肺部及腎上腺出血，脾臟梗塞，肺、肝及腎均驗出惡菌。另外一名顧客王靜波原於蘇浙小學任職教師，注射CIK細胞15分鐘後感到冰凍及出現全身抖震，送往九龍法國醫院後雙腳腫痛發黑，確診敗血病而需截肢保命，聽力亦告受損。另一黃姓女士出現瀰漫性血管內凝血、胰臟腫脹、肺積水及下肢肌肉壞死，最終腳趾永久傷殘。事故中傷勢最輕微者為DR集團創辦人胞姊，曾併發視網膜炎及皮下腫脹，已完全康復。
集團創辦人周向榮先生否認事故與他有關係，並且表示客人已經簽署同意該集團的免責條款。

## 影響
香港政府事後成立了委員會，作出為期12個月的研究及討論，以改革香港美容業的監管制度。

## 另見
- 麥允齡（後被裁定誤殺罪成，判有期徒刑三年半）
- 細胞素風暴
- CIK（細胞因子誘導的殺傷細胞）

## 外部參考
- DR醫療集團毒血針事故 - 專題 新浪香港新聞
- DR醫療集團主頁